# صيدون (إيران)
صيدون هي مدينة إيرانية تقع في البلدة المركزية من مقاطعة باغ ملك في محافظة خوزستان. حسب إحصاءات المركز الرسمي للإحصاءات الإيرانية في 2006 كان يسكن صيدون 5439 شخص.